# Teen Vogue
Teen Vogue is een tijdschrift dat begon als een versie van Vogue voor een jonger publiek. Het tijdschrift concentreert zich op mode en beroemdheden, maar biedt ook entertainment nieuws en verhalen over evenementen. Het tijdschrift kreeg veel meer abonnees toen YM ophield te bestaan, en de lezers Teen Vogue ontvingen als vervanging. Lauren Conrad en Whitney Port hebben hun stage bij het tijdschrift gedocumenteerd voor de MTV serie The Hills.